# Accordo di undicesima
L'accordo di undicesima è un accordo dissonante formato, in via teorica, da sei note, nel quale la distanza tra la nota più grave e la più acuta è di una undicesima. Come ogni accordo, si ottiene dalla sovrapposizione di terze a partire da una nota chiamata fondamentale o tonica, cui vengono aggiunte una terza, una quinta, una settima, una nona ed infine una undicesima, appunto. Ognuno di questi intervalli di terza potrebbe essere sia maggiore che minore andando a cambiare il colore dell'accordo.